# Cây Shawshank
Cây Shawshank là một cây sồi trắng nằm gần Công viên Trang trại Malabar ở Lucas, Ohio, Hoa Kỳ, xuất hiện trong bộ phim điện ảnh năm 1994 The Shawshank Redemption. Cây cao ít nhất 100 foot (30 m) và có tuổi đời khoảng từ 180-200 năm. Nó đóng vai trò trung tâm trong cốt truyện của bộ phim và là một trong những địa điểm du lịch nổi tiếng nhất gắn liền với tác phẩm. Cây bị xẻ đôi bởi sét vào ngày 29 tháng 7 năm 2011 và cuối cùng bị gió quật ngã vào khoảng ngày 22 tháng 7 năm 2016.

## Lịch sử
Cây Shawshank là một điểm thu hút khách du lịch đối với những người hâm mộ của bộ phim, mặc dù nằm trong khu vực tư nhân tại Trang trại Malabar. Nó là một phần của "Đường mòn Shawshank", là nơi có nhiều địa điểm mang tính biểu tượng của tác phẩm và thu hút tới 35.000 lượt khách tham quan mỗi năm. Ngoài ra, trang trại trồng cây sồi này đôi khi cũng được sử dụng làm nơi tổ chức đám cưới.
Vào ngày 29 tháng 7 năm 2011, một nửa thân cây bị ngã do kiến đục thối thân sau khi bị sét đánh. Tin tức về sự kiện này đã được lan truyền rộng rãi và xuất hiện trên khắp các bản tin ở Vương quốc Anh và Ấn Độ. Số phận của cái cây không được chắc chắn vào thời điểm đó, đồng thời các quan chức đều tỏ ra lo ngại về cơ hội sống sót của cây, nhưng nó vẫn còn sống sau vụ này. Do những đợt gió mạnh nên cây tiếp tục bị hư hại thêm vào tháng 7 năm 2016. Sự kiện này đã làm cho lượng truy cập Internet trên trang web của Cục Khách tham quan Mansfield và Richland County tăng lên đáng kể, cũng như mối quan tâm của mọi người dành cho Đường mòn Shawshank. Những phần còn lại của cây đã bị đốn hạ vào ngày 9 tháng 4 năm 2017 bởi chủ sở hữu hiện tại của nó. Sau đó, chúng trở thành mặt hàng (cùng với búa đục đá và đá nam châm) được bán trong sự kiện Shawshank Hustle 2017, một cuộc đua hằng năm diễn ra tại các địa điểm quay phim dọc theo tuyến đường đua.

## Vai trò trong bộ phim
Mặc dù lấy bối cảnh ở Maine, nhưng phần lớn quá trình ghi hình The Shawshank Redemption lại diễn ra ở Mansfield, Ohio cùng với các địa điểm lân cận. Cây sồi xuất hiện gần cuối bộ phim, khi nhân vật Red (do Morgan Freeman thủ vai) lần theo chỉ dẫn của Andy Dufresne (Tim Robbins thủ vai) để đi đến chỗ đó. Red tìm thấy một chiếc hộp được chôn phía dưới gốc cây. Chiếc hộp chứa một lá thư của Andy và tiền mua vé xe buýt để đi đến Mexico. Trong phim, Andy mô tả cây Shawshank "giống như thứ gì đó trong một bài thơ của Robert Frost".
Cây Shawshank được coi là một trong những cái cây mang tính biểu tượng nhất trong lịch sử điện ảnh.